# Emerald Lake Hills
Emerald Lake Hills és una població dels Estats Units a l'estat de Califòrnia. Segons el cens del 2000 tenia 3.899 habitants.

## Demografia
Segons el cens del 2000, Emerald Lake Hills tenia 3.899 habitants, 1.437 habitatges, i 1.120 famílies. La densitat de població era de 1.275,8 habitants/km².
Dels 1.437 habitatges en un 34,6% hi vivien nens de menys de 18 anys, en un 70,1% hi vivien parelles casades, en un 4,4% dones solteres, i en un 22% no eren unitats familiars. En el 14,8% dels habitatges hi vivien persones soles el 4% de les quals corresponia a persones de 65 anys o més que vivien soles. El nombre mitjà de persones vivint en cada habitatge era de 2,69 i el nombre mitjà de persones que vivien en cada família era de 2,97.
Per edats la població es repartia de la següent manera: un 22,7% tenia menys de 18 anys, un 4,3% entre 18 i 24, un 30,6% entre 25 i 44, un 32,2% de 45 a 60 i un 10,2% 65 anys o més.
L'edat mediana era de 42 anys. Per cada 100 dones de 18 o més anys hi havia 101,5 homes.
La renda mediana per habitatge era de 127.250 $ i la renda mediana per família de 141.255 $. Els homes tenien una renda mediana de 95.873 $ mentre que les dones 66.250 $. La renda per capita de la població era de 68.966 $. Entorn del 0,5% de les famílies i el 2% de la població estaven per davall del llindar de pobresa.

## Poblacions més properes
El següent diagrama mostra les poblacions més properes.